# BK Himki Moskovska oblast
Himki je ruski košarkaški klub iz istoimenog grada u Moskovskoj oblasti. Osnovan je 1997., a trenutačno je član prve Ruske Superlige.

## Povijest
Himki su jedan od najpoznatijih ruskih košarkaških klubova. Osnovani su 5. siječnja 1997., a već u prvoj sezoni postojanja su osvojili regionalnu ligu, čime su izborili ulazak u prvu Rusku Superligu. U sljedećih nekoliko godina klub se smjestio među 10 najboljih ruskih momčadi. Prve značajnije uspjehe klub je izborio u sezoni 2002./03. kada su završili na 4. mjestu ruske lige. U naknadnih nekoliko godina klub je odlučio pojačati svoju momčad, tako da su u klub stigli Gianmarco Pozzecco, Óscar Torres i Rubén Wolkowyski. Klub je u posljednjih nekoliko sudjelovao u značajnijim europskim natjecanjima poput EuroChallengea i ULEB Eurokupa. Najveći uspjeh Himkija je osvajanje Ruskog košarkaškog kupa 2008. i finale Eurokupa 2009. godine. 

## Trofeji
- Eurokup:
  - pobjednik: 2012., 2015.
  - finale: 2009.

- FIBA Eurokup / EuroChallenge
  - finale: 2006.

- VTB United League
  - pobjednik: 2011.
  - finalist: 2009.

- Rusko prvenstvo
  - doprvak: 2006., 2007., 2008., 2009., 2010., 2011., 2012., 2013., 2015.

- Ruski košarkaški kup: 
  - pobjednik: 2008.
  - finalist: 2006.

## Poznati igrači
| - Nikita Morgunov - Vladimir Veremejenko - Vasilij Karasev - Jorge Garbajosa | - Raúl López Molist - Sergej Bazarevič - Aleksej Šved - Vitalij Nosov | - Aleksandr Petrenko - Jérôme Moïso - Pat Burke | - Ademola Okulaja - Gianmarco Pozzecco - Óscar Torres | - Carlos Delfino - Rubén Wolkowyski - Ratko Varda - Clay Tucker | - Robertas Javtokas - Daniel Ewing - Melvin Booker |

## Vanjske poveznice
- Službena stranica